# 圣让和圣保罗
圣让和圣保罗（法語：Saint-Jean-et-Saint-Paul，法語發音：[sɛ̃ ʒɑ̃ e sɛ̃ pɔl]）是法国阿韦龙省的一个市镇，属于米约区。

## 地理
圣让和圣保罗（43°55'41"N, 3°0'18"E）面积37.91 平方千米，位于法国奧克西塔尼大區阿韦龙省，该省份为法国南部内陆省份，位于法國中央高原南部，北起顺时针与康塔爾省、洛泽尔省、加尔省、埃罗省、塔恩省、塔恩-加龙省和洛特省接壤。
与圣让和圣保罗接壤的市镇（或旧市镇、城区）包括：马尔纳格和拉图尔、苏尔宗河畔罗克福尔、聖阿夫里克、圣博利兹、塞尔农河畔圣厄拉利、索尔格河畔圣费利克斯、圣让达尔卡皮耶斯、图讷米尔、韦索勒和拉佩尔、维亚拉迪帕德若。

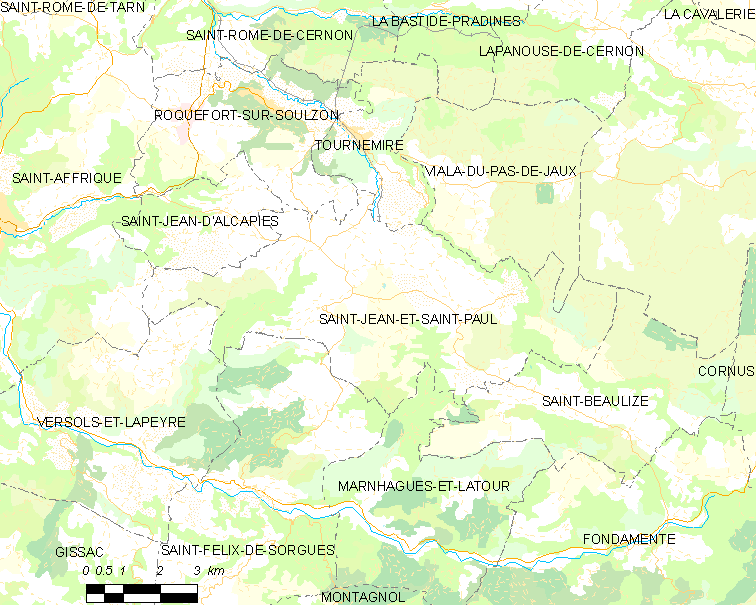
圣让和圣保罗的OSM定位图

圣让和圣保罗的时区为UTC+01:00、UTC+02:00（夏令时）。

## 行政
圣让和圣保罗的邮政编码为12250，INSEE市镇编码为12232。

## 政治
圣让和圣保罗所属的省级选区为科斯-鲁日耶县。

## 人口

1962-2008年间圣让和圣保罗人口变化图示

圣让和圣保罗于2022年1月1日时的人口数量为284人。